# Ta Nei

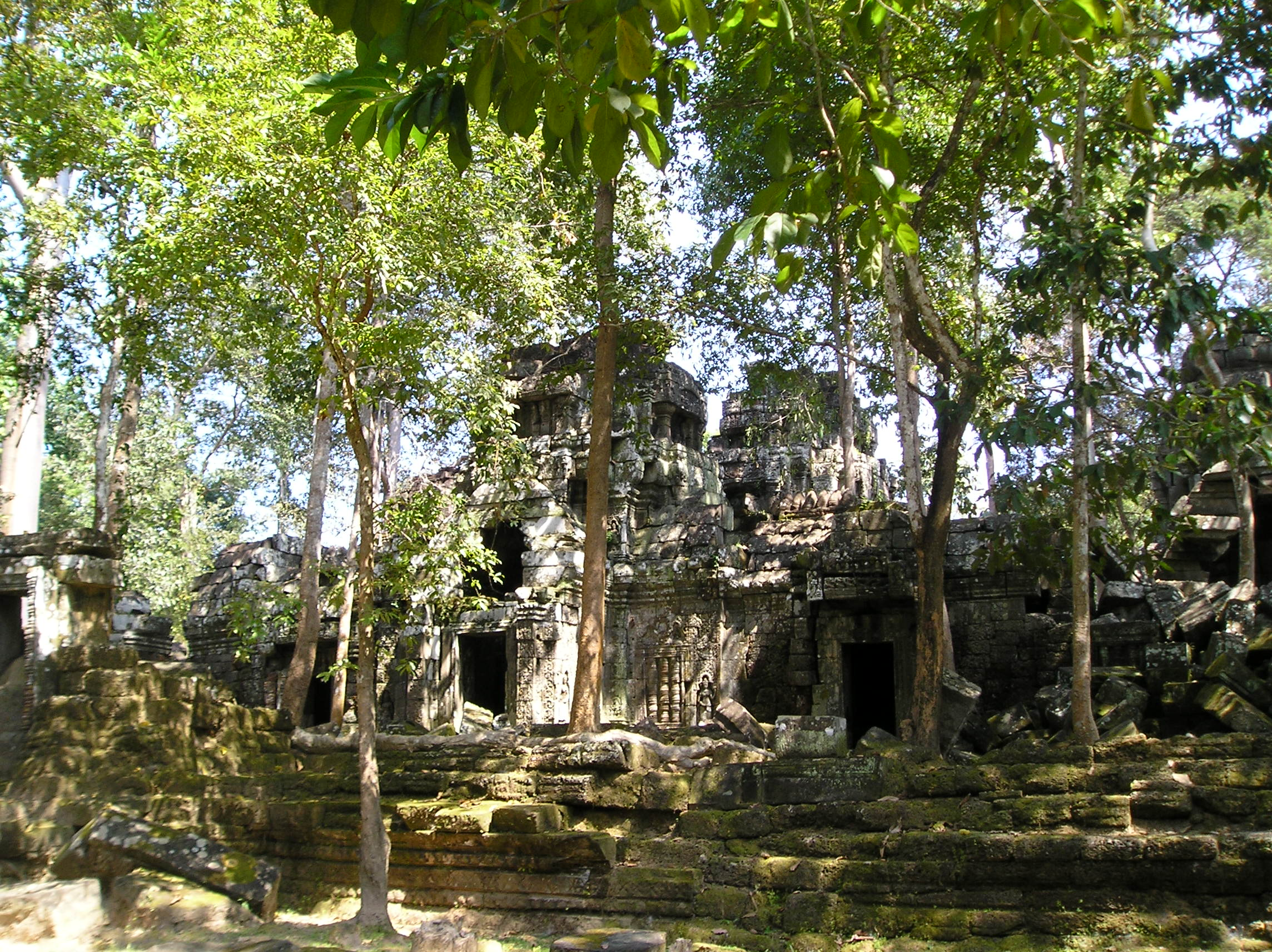
Ta Nei

Ta Nei (in khmer: ប្រាសាទតានៃ) è un tempio minore di Angkor, in Cambogia. Costruito a partire dal tardo XII secolo, durante il regno di Jayavarman VII, con aggiunte del successore Indravarman II, si trova a nord del tempio Ta Keo, a circa 200 m dall'angolo nord-occidentale del Baray orientale. Il tempio era dedicato a Buddha, che come Lokesvara è raffigurato sul basamento del gopura centrale orientale.
Le dimensioni originali dovevano essere di 35 m per 26, ma poi fu esteso fino a misurare 55 m per 47. Il recinto più interno in laterite, a galleria con torri angolari cruciformi in arenaria, racchiude il santuario centrale (anch'esso in arenaria). La torre centrale, dalla pianta a croce, presenta un portico verso le quattro direzioni cardinali sopra un basamento a due strati. I suoi muri sono ornati dalle caratteristiche devata racchiuse in nicchie e da finestre balaustrate. A sud-est giacciono le rovine di una biblioteca in arenaria e mattoni. L'entrata principale è costituita dal triplice gopura orientale, che è parte del recinto mediano, che nelle altre tre direzioni presenta tre gopura singoli minori, aggiunti da Indravarman II. Il recinto più esterno in laterite, probabilmente a delimitare l'area in cui sorgevano le costruzioni di servizio e abitative, probabilmente non fu mai terminato, come per il Ta Prohm. Ne restano solo, isolati, i gopura orientale ed occidentale (quello dal quale si raggiunge il tempio al giorno d'oggi), collegati al recinto mediano da una strada sopraelevata lunga una cinquantina di metri. A sud e a nord vi sono i resti di due bacini idrici paralleli lunghi 123 metri.